# セーフライト

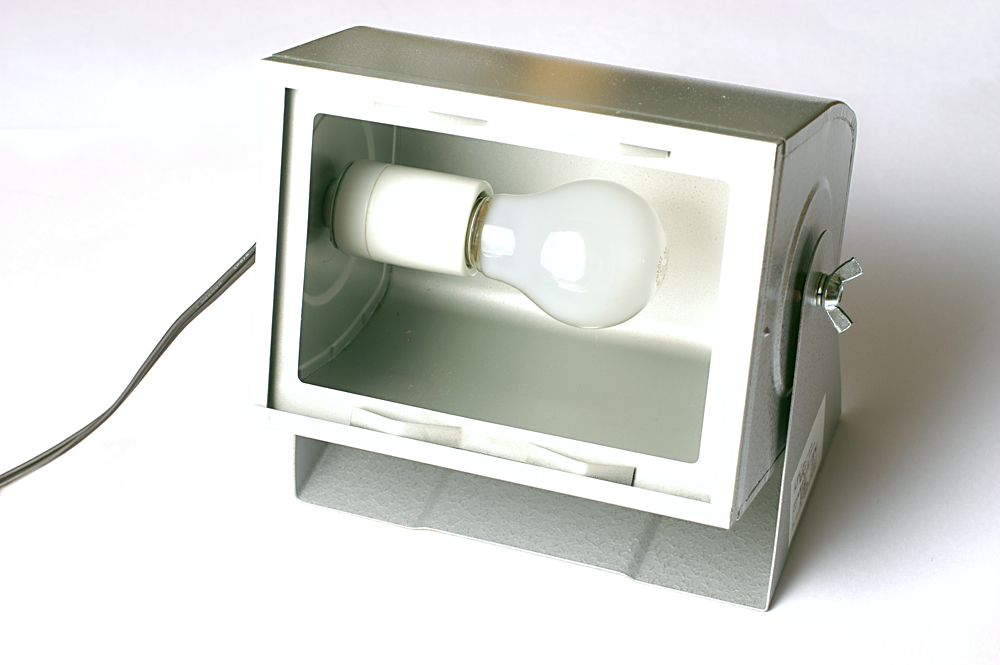
100V10W～20W電球を使用するセーフライト：セーフグラスを取り外したところ

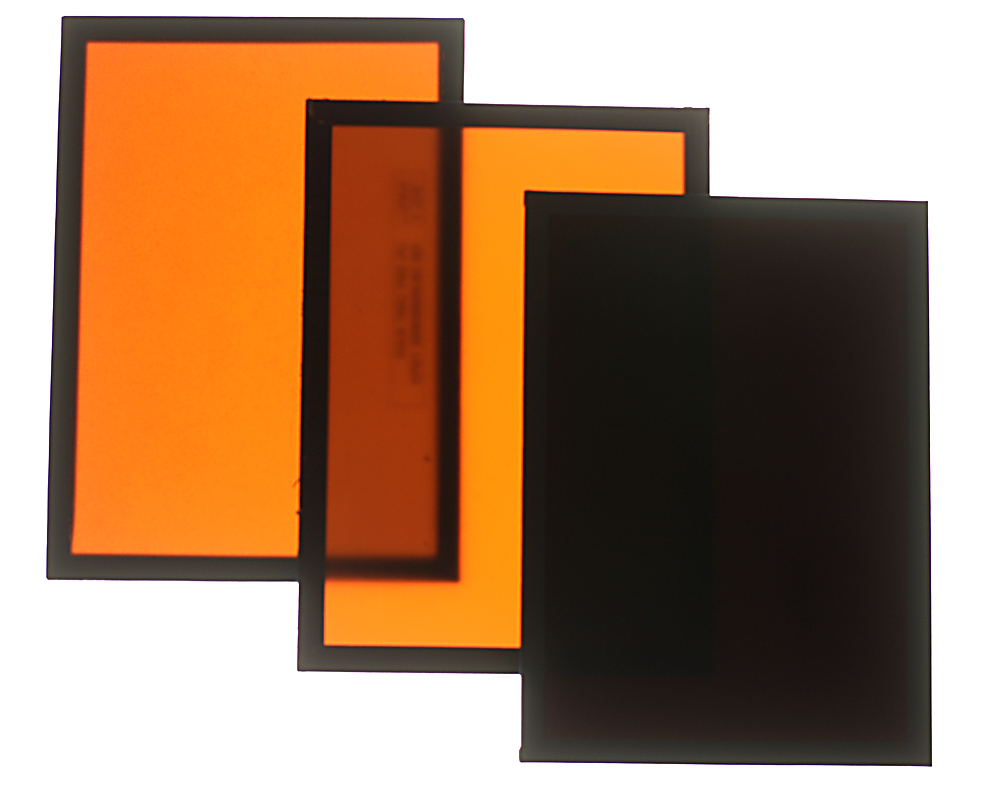
セーフライトに使用するセーフグラスを透過光で撮影：左からモノクロ一般印画紙用、モノクロ多階調印画紙用、カラー印画紙用

セーフライトとは、暗室において写真の画像を印画紙に焼き付ける際に作業用の照明として使用する光、もしくはその光を発生させる装置のことである。安全光とも呼ばれる。
通常の電球の前面にセーフライトグラス（波長フィルタ）を付けて使用する箱型のものや、あらかじめ電球に着色してある暗室電球などがある。
印画紙は特定の波長域の光にしか感光せず、それ以外の波長の光をセーフライトとして用いることができる。
ただし感光波長域は印画紙ごとに異なるため、説明書に記載されている適切なものを選ぶ必要がある。
テレビドラマなどで暗室が描かれる場合、赤い光の下で作業しているが、これはモノクロ印画紙用セーフライトの色である。
パンクロ印画紙では暗緑色のセーフグラスを使用する。カラー印画紙用のセーフグラスはモノクロ印画紙用よりも明るさが暗く、作業性は落ちる。
セーフライトでは電球のワット数・印画紙までの距離などのメーカ指定値を守った方が良い。
明るい方が暗室内の作業性は良いものの、あまり明るくし過ぎると印画紙を感光させる危険性が高まる。
セーフライトの安全性を確かめるためには、まず印画紙の半分を覆った状態でセーフライト下に10分程度放置し、覆いを外してから通常どおりプリント・現像処理を行う。
セーフライトを当てた部分とそれ以外を比べて濃度に差がなければよい。差がある場合は明るすぎるか、あるいはセーフライトグラスの波長が正しくない。
広い暗室用に直接照明ではなく、天井面を介した間接照明で照射するタイプのセーフライトもある。この場合、狭い暗室で使用すると印画紙に感光する可能性がある。